# بوتلوة أسلية
بوتلوة أسلية (الاسم العلمي:Bouteloua juncea) هي نوع من النباتات يتبع جنس البوتلوة من الفصيلة النجيلية.